# Paige Mary Hourigan
| Posities op de WTA-ranglijst Positie per einde seizoen: \| jaar \| rang enkelspel \| rang dubbelspel \| \| ---- \| -------------- \| --------------- \| \| 2014 \| – \| 1079 \| \| \| \| \| \| 2016 \| 1187 \| 972 \| \| 2017 \| 1121 \| – \| \| 2018 \| 595 \| 816 \| \| 2019 \| 431 \| 135 \| |                |                 |
| jaar | rang enkelspel | rang dubbelspel |
| 2014 | –              | 1079            |
| |                |                 |
| 2016 | 1187           | 972             |
| 2017 | 1121           | –               |
| 2018 | 595            | 816             |
| 2019 | 431            | 135             |

Paige Mary Hourigan (Turakina, 3 februari 1997) is een tennisspeelster uit Nieuw-Zeeland. Zij is van Maori-afkomst. Hourigan begon met tennis toen zij zes jaar oud was. Zij speelt rechtshandig en heeft een tweehandige backhand. Zij is actief in het proftennis sinds 2013.

## Loopbaan

### Enkelspel
Hourigan debuteerde in 2016 op het ITF-toernooi van Antalya (Turkije). Zij stond in 2018 voor het eerst in een finale, op het ITF-toernooi van Corroios-Seixal (Portugal) – hier veroverde zij haar eerste titel, door de Zimbabwaanse Valeria Bhunu te verslaan. Tot op heden(mei 2021) won zij vier ITF-titels, de meest recente in 2021 in Monastir (Tunesië).
In 2020 speelde Hourigan voor het eerst op een WTA-hoofdtoernooi, op het toernooi van Auckland, waarvoor zij een wildcard had gekregen. Zij verloor in de eerste ronde van Caroline Wozniacki.

### Dubbelspel
Hourigan behaalde in het dubbelspel betere resultaten dan in het enkelspel. Zij debuteerde in 2013 op het WTA-toernooi van Auckland, samen met landgenote Claudia Williams. Zij stond in 2016 voor het eerst in een finale, op het ITF-toernooi van Antalya (Turkije), samen met de Nederlandse Arianne Hartono – hier veroverde zij haar eerste titel, door het duo Raluca Șerban en Miriana Tona te verslaan. Tot op heden(mei 2021) won zij tien ITF-titels, de meest recente in 2021 in Salinas (Ecuador).
In 2018 speelde Hourigan nogmaals met een wildcard op het WTA-toernooi van Auckland, nu samen met landgenote Erin Routliffe – zij strandden in de eerste ronde. Zij stond in 2019 voor het eerst in een WTA-finale, op het toernooi van Auckland, samen met de Amerikaanse Taylor Townsend – zij verloren van het koppel Eugenie Bouchard en Sofia Kenin.
Haar hoogste notering op de WTA-ranglijst is de 134e plaats, die zij bereikte in november 2019.

### Tennis in teamverband
In de periode 2017–2020 maakte Hourigan deel uit van het Nieuw-Zeelandse Fed Cup-team – zij behaalde daar een winst/verlies-balans van 8–2.

## Palmares
| Legenda                 |
| ----------------------- |
| Grandslamtoernooi       |
| Olympische Spelen       |
| Year-End Championships  |
| Premier Mandatory       |
| Premier Five / WTA 1000 |
| Premier / WTA 500       |
| International / WTA 250 |
| Challenger / WTA 125    |

### WTA-finaleplaatsen enkelspel
geen

### WTA-finaleplaatsen vrouwendubbelspel
| nr.              | finale     | toernooi     | ondergrond | partner         | tegenstandsters              | score            |         |
| ---------------- | ---------- | ------------ | ---------- | --------------- | ---------------------------- | ---------------- | ------- |
| gewonnen finales |            |              |            |                 |                              |                  |         |
| geen             |            |              |            |                 |                              |                  |         |
| verloren finales |            |              |            |                 |                              |                  |         |
| 1.               | 2019-01-06 | WTA Auckland | hardcourt  | Taylor Townsend | Eugenie Bouchard Sofia Kenin | 6-1, 1-6, [7-10] | details |